# Aislinn Derbez
Aislinn González Michel, meglio nota come Aislinn Derbez (Città del Messico, 18 marzo 1986), è un'attrice e modella messicana.
È figlia dell'attore Eugenio Derbez e dell'attrice Gabriela Michel.

## Filmografia

### Cinema
- Served Cold, regia di C. Alec Rossel – cortometraggio (2008)
- El atentado, regia di Jorge Fons (2010)
- Te presento a Laura, regia di Fez Noriega (2010)
- El cielo en tu mirada, regia di Pitipol Ybarra (2012)
- Abolición de la propiedad, regia di Jesús Magaña Vázquez (2012)
- Sobre ella, regia di Mauricio T. Valle (2013)
- Little Baby Jesús, regia di Lenka Kny (2013)
- Instructions Not Included (No se aceptan devoluciones), regia di Eugenio Derbez (2013)
- Tierra de sangre, regia di James Katz (2014)
- Yerbamala, regia di Javier Solar (2014)
- A la mala, regia di Pedro Pablo Ibarra (2015)
- Estar o no estar, regia di Marcelo González (2015)
- Compadres, regia di Enrique Begne (2016)
- Macho, regia di Antonio Serrano (2016)
- Qué pena tu vida, regia di Luis Eduardo Reyes (2016)
- Win It All, regia di Joe Swanberg (2017)
- Hazlo como hombre, regia di Nicolás López (2017)
- Miss Bala - Sola contro tutti (Miss Bala), regia di Catherine Hardwicke (2019)

### Televisione
- Ellas son... la alegría del hogar – serie TV (2009)
- Los Minondo – serie TV (2010)
- Niñas mal – serie TV, 6 episodi (2010)
- Mujeres asesinas – serie TV, episodio 3x10 (2010)
- Los héroes del norte – serie TV, 6 episodi (2012)
- La promesa – serie TV, episodio 1x1 (2013)
- Gossip Girl: Acapulco – serie TV, 4 episodi (2013)
- Easy – serie TV, episodio 1x4 (2016)
- La casa de las flores - serie TV (2018-2020)

### Doppiatrice
- Legs in Back to the Outback - Ritorno alla natura (2021)